# 辜魁
辜魁，名良魁，字士解，福建永春西門外後廟辜厝人，為永春白鶴拳第三代傳人，也是「前五虎」之一。永春《儒林辜氏宗譜》載其：「宗士美公之技，凡拳法梃（槌、棍）法皆能，有精而著名，但惜其不壽耳。」